# بريت دالتون

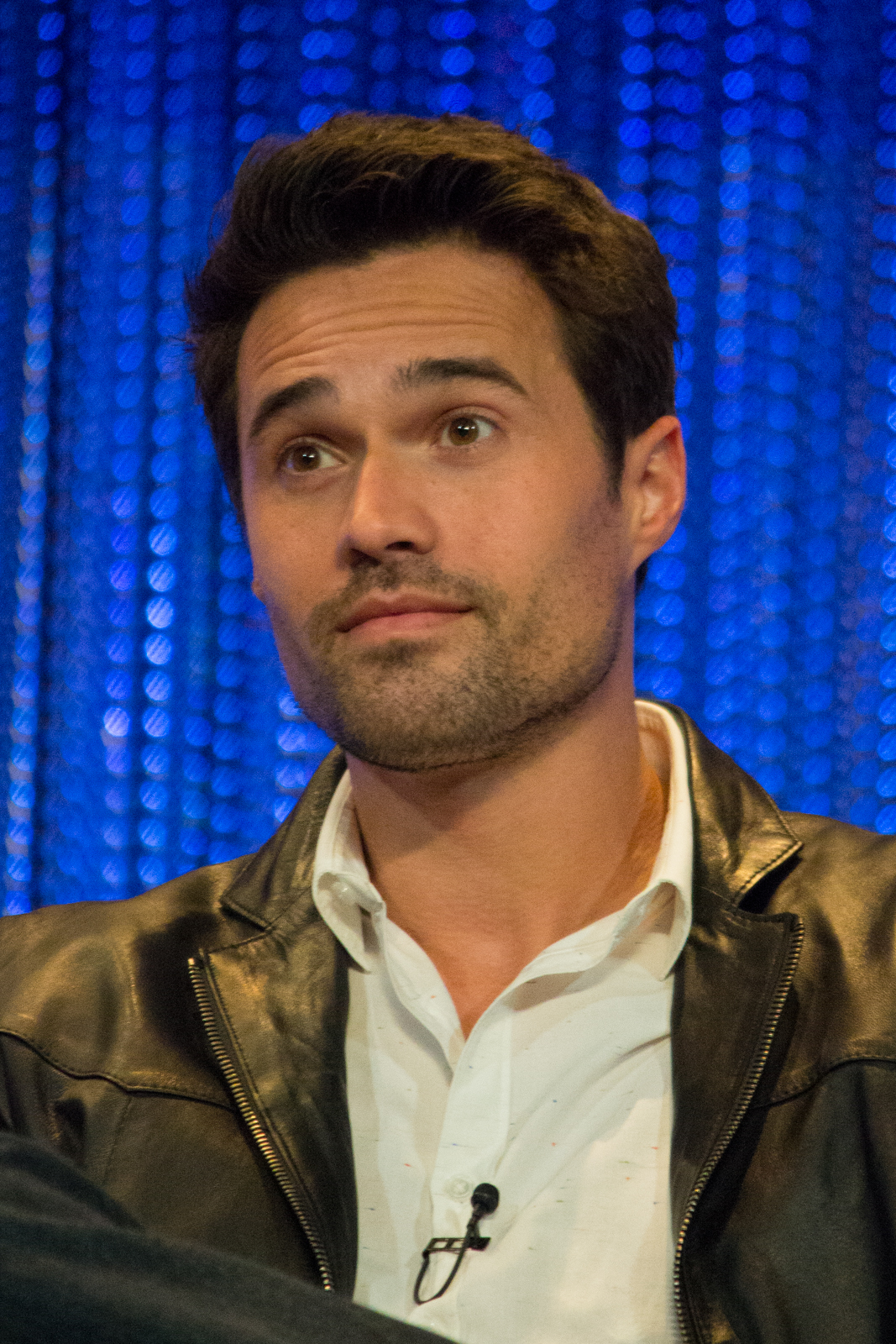
بريت دالتون سنة 2014

بريت دالتون (بالإنجليزية: Brett Dalton)‏ ، من مواليد 7 يناير 1982 ، وهو ممثل أمريكي ، شارك في دور غرانت وارد في المسلسل عملاء شيلد.

## وصلات خارجية
- بريت دالتون على موقع IMDb (الإنجليزية)
- بريت دالتون على موقع ألو سيني (الفرنسية)
- بريت دالتون على موقع أول موفي (الإنجليزية)
- بريت دالتون على موقع قاعدة بيانات الفيلم (الإنجليزية)
- بريت دالتون على موقع كينوبويسك (الروسية)